# هيلين كيلي
هيلين كيلي (بالإنجليزية: Helen Kelly) (و. 1964 – 2016 م) هي مُدرسة، ونقابية، من نيوزيلندا، ولدت في ويلينغتون، توفيت في ويلينغتون، عن عمر يناهز 52 عاماً بسبب سرطان الرئة.

## التعليم
تعلمت في جامعة فيكتوريا (ويلينغتون)، وWellington High School, New Zealand ‏.